# Serinuho
Serinuho is een bestuurslaag in het regentschap Flores Timur van de provincie Oost-Nusa Tenggara, Indonesië. Serinuho telt 1077 inwoners (volkstelling 2010).